# 徐玉如
徐玉如（1942年7月29日—2012年2月17日），江苏省泰兴市人，潜器与水下智能机器人技术专家，中国工程院院士。

## 生平
1961年，考入中国人民解放军军事工程学院海军工程系，毕业后供职于哈尔滨电子仪器厂、湖北江山机械厂、哈尔滨船舶工程学院、哈尔滨工程大学等。2003年，当选中国工程院院士。其主要从事潜水器研究工作。